# Deomys ferrugineus
Deomys ferrugineus is een knaagdier uit de onderfamilie Deomyinae dat voorkomt in Centraal-Afrika, van Zuid-Kameroen, Equatoriaal-Guinea (inclusief het eiland Bioko), Gabon, Congo-Brazzaville, het zuidwesten van de Centraal-Afrikaanse Republiek, Congo-Kinshasa, Oeganda en Rwanda. Het is de enige soort van het geslacht Deomys.
Deomys werd oorspronkelijk beschreven als het enige lid van een speciale groep, "Deomyes", binnen de Muridae, en later in de Dendromurinae geplaatst, hoewel Deomys morfologisch niet al te goed in die onderfamilie paste. In de jaren '90 van de 20e eeuw werd op basis van genetische gegevens een verwantschap tussen Deomys en een aantal geslachten uit de Murinae gevonden; deze groep wordt tegenwoordig erkend als de onderfamilie Deomyinae van de Muridae.
D. ferrugineus heeft lange poten, enorme oren en een smalle, puntige kop. Bij dieren uit Bioko is de bovenkant van het lichaam donkerbruin, bij hun soortgenoten uit het vasteland roodbruin. De kop-romplengte bedraagt 12 tot 14,5 cm, de staartlengte 15 tot 21,5 cm en het gewicht 40 tot 70 g. Het dier is 's nachts en in de schemering actief en eet ongewervelden als insecten, schaaldieren, duizendpoten, miljoenpoten en naaktslakken.